# Полетика Михайло Іванович
Михайло Іванович Полетика (1768—1824) — секретар імператриці Марії Федорівни; рідний брат Петра Івановича Полетики. Дійсний статський радник.
Полетика написав анонімний метафізичний твір, виданий 1818 року в Галле професором Людвігом-Генріхом Якобом «Essais philosophiques sur l'homme, ses principaux rapports et за destinée, fondés sur l'expérience et la raison, suivis d'observations sur le beau» («Філософські нариси про людину …»)